# Adrian Struzik
Adrian Struzik (ur. 6 kwietnia 1978 w Gdańsku) – polski piłkarz ręczny i trener.
Jako trener wicemistrz Polski (2016) i brązowy medalista (2015) z zespołem Pogoni Szczecin, finalista Challenge Cup (2015) oraz finalista Pucharu Polski (2016). W sezonie 2020-2021 trener Młynów Stoisław Koszalin. W latach 2021–2022 jako trener DHK Baník Most zdobywca Mistrzostwa Czech (2021/2022) i Pucharu Czech (2022) oraz uczestnik EHF Ligi Mistrzyń. W latach 2016–2019 asystent Leszka Krowickiego w reprezentacji Polski kobiet a w latach 2018-2020 trener reprezentacji Polski juniorek.

## Kariera sportowa

### Zawodnik
Grał na pozycji bramkarza. Był zawodnikiem Spójni Gdańsk z którym to zespołem występował w najwyższej klasie rozgrywkowej a następnie reprezentował barwy Sokoła Kościerzyna.

### Trener

#### Zespoły młodzieżowe i juniorskie
W latach 2011–2013 trener UKS Conrad Gdańsk z którym w roku 2011 zdobył brązowy medal Mistrzostw Polski Juniorek Młodszych a w roku 2013 Mistrzostwo Polski Juniorek.
Pracował jako asystent z reprezentacją Polski Juniorek Młodszych (2009 r.). Samodzielnie jako trener główny w latach 2018 - 2020 prowadził Reprezentację Polski Juniorek, z którą zdobył III miejsce na Mistrzostwach Europy grupy B.

#### Zespoły seniorskie
W latach 2002–2005 pracował jako asystent trenera AZS AWF Gdańsk, z którym zdobywał Mistrzostwo Polski Kobiet (2004), wicemistrzostwo Polski Kobiet (2005) oraz brązowe medale Mistrzostw Polski Kobiet (2002 i 2003). Następnie w latach 2006-2012 był asystentem pięciu kolejnych trenerów Vistalu Gdynia, z którym zdobył Mistrzostwo Polski Kobiet (2011/2012) oraz medale Mistrzostw Polski Kobiet w latach 2009/2010 i 2010/2011. Tymczasowo pełnił również funkcję pierwszego trenera tego zespołu.
W roku 2013 podjął pracę pierwszego trenera Pogoni Szczecin z którą w sezonie 2015/2016 r. zdobył wicemistrzostwo Polski Kobiet a rok wcześniej brązowy medal Mistrzostw Polski Kobiet. W latach 2013–2015 trzykrotnie zdobywał z tym zespołem brązowe medale Pucharu Polski Kobiet a w roku 2016 medal srebrny. W roku 2015 prowadzony przez Adriana Struzika zespół dotarł do finału europejskich rozgrywek Challenge Cup.
W sezonie 2020/2021 prowadził zespół Młynów Stoisław Koszalin w Superlidze Kobiet.
Od czerwca 2021 r. do listopada 2022 r. był trenerem DHK Baník Most z którym zdobył Mistrzostwo Czech (sezon 2021/2022), Puchar Czech (2022) oraz prowadził ten zespół w EHF Lidze Mistrzyń.
Od 2 czerwca 2023 r. został zatrudniony na stanowisku asystenta selekcjonera Arne Senstada w reprezentacji Polski kobiet.
W latach 2016–2019 będąc asystentem Leszka Krowickiego w reprezentacji Polski kobiet m.in. brał udział w Mistrzostwach Europy i Mistrzostwach Świata. 

### Inne
Pracuje jako wykładowca Instytutu Nauk o Kulturze Fizycznej Uniwersytetu Szczecińskiego.